# Infiniti Q50
El Infiniti Q50 es el sucesor del Infiniti G para la variante sedán. Se estrenó en el Salón del Automóvil de Detroit de 2013 y se comenzó a vender en el tercer trimestre de ese año. Es la versión no japonesa del Nissan Skyline V37.
Los motores de gasolina son, I4 en línea de 2.0 litros Turbo de 208 hp, y un V6 de 3.0 Turbo de 300 hp. También se ofrece un híbrido eléctrico-gasolina, que eroga 364 CV. En tanto, el diésel es un cuatro cilindros de 2,2 litros y 170 CV.
La suspensión delantera es de doble horquilla y la trasera es multibrazo. El Q50 tiene el sistema Direct Adaptive Steering, que ofrece una respuesta más rápida y precisa en la dirección del vehículo. Este sistema permite configurar la sensibilidad de la dirección. cuenta con un sistema de control de mantenimiento de carril activo, que actúa en la dirección haciendo las correcciones necesarias si el vehículo se aleja del centro del carril. Tiene un el sistema de prevención de colisiones frontales, que active el freno reaccionando a la velocidad y a la distancia de los dos vehículos por delante. Otros sistemas disponibles en el nuevo Infiniti Q50 son el sistema de intervención para colisiones traseras o Back-up Collision Intervention o la cámara Around View, que cuenta con detección de objetos en movimiento. Además, incorpora el control de crucero inteligente (disponible en todos los rangos de velocidades), asistente de control de distancia, y los sistemas de control e intervención de ángulo muerto. 
- Datos: Q4999061
- Multimedia: Infiniti Q50 / Q4999061